# Coupe de Chamonix 1912
Das vierte Coupe de Chamonix Eishockeyturnier fand vom 15. bis 17. Januar 1912 in Chamonix, Frankreich statt. Der Club des Patineurs de Paris gewann das Turnier mit einer Bilanz von 3 Siegen aus ebenso vielen Spielen.

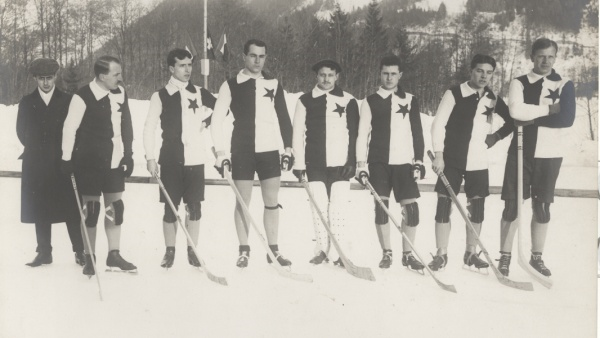
Eishockeymannschaft Slavia Prag.

## Turnier

### Spiele
| 15. Januar 1912 | Club des Patineurs de Paris Quigg Baxter (1.) Alfred de Rauch (10.) Andre Brasseur Robert Lacroix | 4:0 (4:0, 0:0) | Oxford Canadians | Chamonix |

| 15. Januar 1912 | Berliner Schlittschuhclub Werner Glimm (20.) Werner Glimm (20.) Werner Glimm (25.) Werner Glimm (31.) Werner Glimm (32.) | 5:0 (2:0, 3:0) | SK Slavia Prag | Chamonix |

| 16. Januar 1912 | Oxford Canadians J. Higgins R. Tait (2) Pearse | 4:2 (1:1, 3:1) | Berliner Schlittschuhclub Werner Glimm Franz Lange | Chamonix |

| 16. Januar 1912 | Club des Patineurs de Paris Alfred de Rauch (16.) Hastings (18.) Quigg Baxter (19.) Robert Lacroix (40) | 5:1 (3:0, 2:1) | SK Slavia Prag Jaroslav Jarkovský (26.) | Chamonix |

| 17. Januar 1912 | Oxford Canadians J. Higgins (9) R. Tait (8) Pearse (5) | 22:2 (14:2, 8:0) | SK Slavia Prag Josef Šroubek (2) | Chamonix |

| 17. Januar 1912 | Club des Patineurs de Paris Alfred de Rauch | 1:0 (1:0, 0:0) | Berliner Schlittschuhclub | Chamonix |

### Abschlusstabelle
| Pl. |                             | Sp | S | U | N | Tore | Punkte |
| 1.  | Club des Patineurs de Paris | 3  | 3 | 0 | 0 | 10:1 | 6:0    |
| 2.  | Oxford Canadians            | 3  | 2 | 0 | 1 | 26:8 | 4:2    |
| 3.  | Berliner Schlittschuhclub   | 3  | 1 | 0 | 2 | 7:5  | 2:4    |
| 4.  | SK Slavia Prag              | 3  | 0 | 0 | 3 | 3:32 | 0:6    |